# 철강산단로
철강산단로(Cheolgangsandan-ro)는 대한민국 경상북도 포항시 남구 대송면에서 호동을 거쳐 연결하는 도로이다.
2011년 12월 6일 도로명 주소 사업에 인해 철강산단로로 지정되었다.

## 노선 구간
- 대송교차로
  - 영일만대로
- 사거리 명칭 미상
  - 건포산업로3214번길, 송덕로
    - 현대제철제1공장
    - 미주제광
    - 포스코 ICT
- 사거리 명칭 미상
  - 장흥로
    - 흥국제선
    - NI스틸
    - 프로그린테크 포항공장
    - 동방 포항지사
- 삼거리 명칭 미상
  - 철강로

## 차로수
- 왕복 4차로

## 같이 보기
- 포스코